# 공릉치안센터
공릉치안센터(孔陵治安센터)는 서울특별시 노원구에 있는 서울노원경찰서 화랑지구대 관할 치안센터이다. 공릉1동에 위치해 있다.